# Гвоздика Шабо
Гвозди́ка садовая Шабо́ (Dianthus caryophyllus var. schabaud) — многолетнее цветочное растение гибридного происхождения из рода Гвоздика. Одна из наиболее широко распространённых в цветоводстве гвоздик.
Имеется большое количество сортов.
Гвоздика получена тулонским аптекарем Шабо во Франции от скрещивания Dianthus caryophyllus L. и Dianthus suffruticossus Willd..

## Ботаническое описание
Растение со стержневой корневой системой, размещающейся на глубине 10—20 см. Главный корень короткий, на конце разветвляется, даёт мелкие корешки, которые отходят в виде пучка. Боковые корни слабо ветвятся.
Форма куста обратнопирамидальная с ясно выраженным главным стеблем. Высота растения от 30 до 60 см. Побеги округлые, узловатые, голые, сизо-зелёной окраски. Листья сизо-зелёные, узколинейные, 4—12 см длиной и 0,4—0,7 см шириной.
Цветки простые, полумахровые или махровые, крупные 4—7 см в диаметре, душистые, разнообразной окраски — белые, кремовые, жёлтые, розовые, лососёвые, красные. У махровых цветков лепестки часто бывают причудливо изогнутые, складчатые, гофрированные, глубоко рассечённые. Тычинок обычно 10, у махровых форм количество тычинок иногда доходит до 30 и более штук. Среди них можно найти тычинки с недоразвитыми пыльниками (стаминодиями). Гинецей ценокарпный из 2—6 плодолистиков, завязь верхняя, одногнёздная.
Плод — цилиндрическая, заострённая на конце многосемянная коробочка, раскрывающаяся наверху 5 зубцами.
Семена чёрные, плоские, мелкие (2—3 мм длины и 2 мм ширины), округлой формы с волнистыми краями. Поверхность семян шероховатая от мелких плоских бугорков.

## Биологические особенности

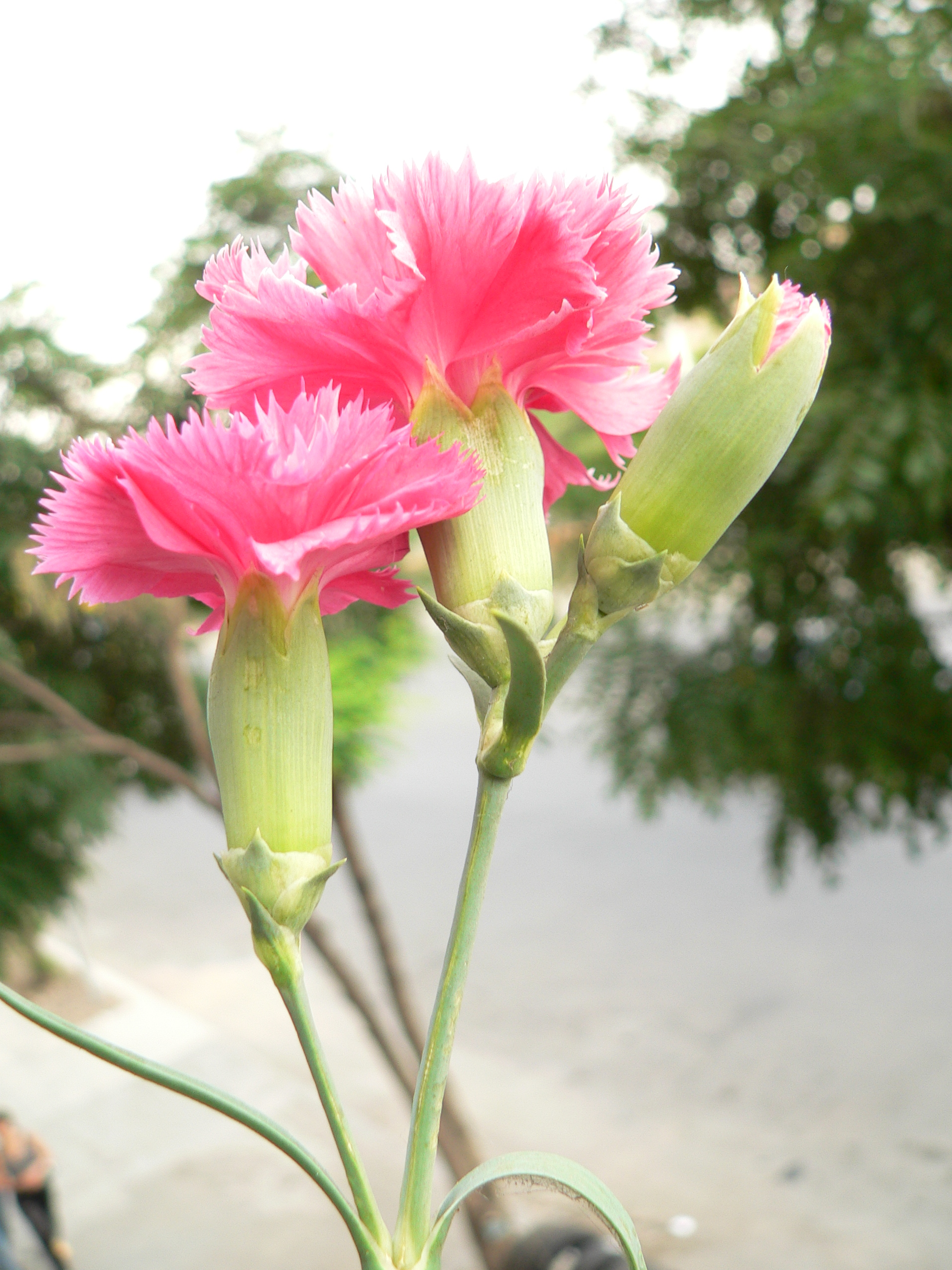

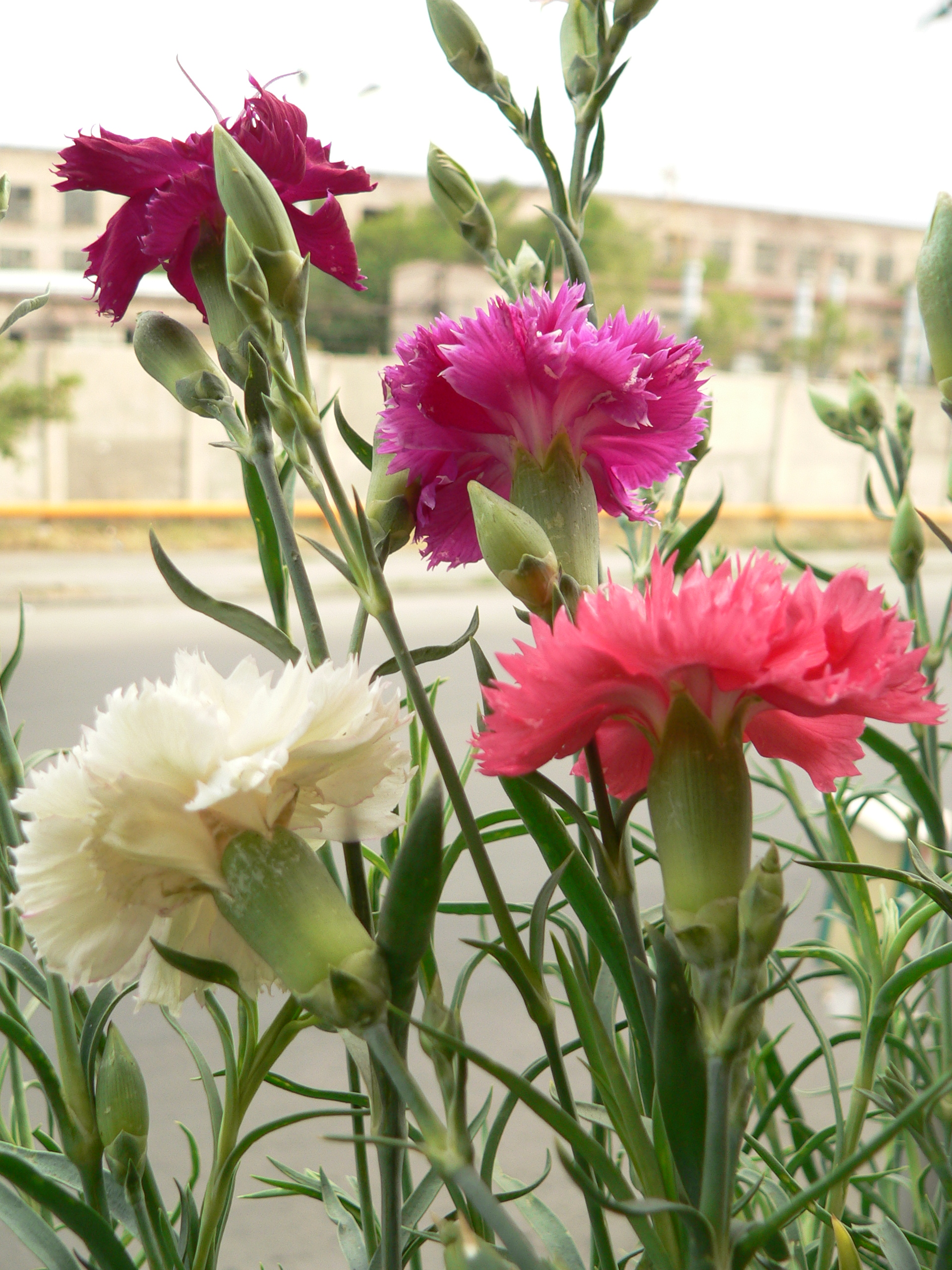

Гвоздика Шабо относится к многолетним растениям, но культивируется как однолетник, отличается замедленным развитием, от посева до цветения проходит 4—6 месяцев.
Это светолюбивое и теплолюбивое растение. Зимует в открытом грунте только в южных районах. Бутоны переносят заморозки в 2—3°, а листья — более низкие температуры. При укрытии зимует в открытом грунте в средней полосе России.
Гвоздика лучше всего растёт на глубоких плодородных, водопроницаемых почвах с примесью извести, на тяжёлых почвах рост её замедляется. Не выносит свежего навоза и застоя дождевых вод.
Цветение ремонтантное, начинается в начале июля и продолжается до морозов. В субтропических районах цветение продолжается в безморозные годы в течение всей зимы с перерывом на период длительных дождей. Продолжительность цветения одного цветка равна 5—10 дням. Чем суше и жарче, тем быстрее отцветают цветки. На ярком солнце цветки сильно выгорают, особенно сорта с розовой окраской. Продолжительные дожди вызывают растрескивание чашечки и загнивание лепестков и завязи, поэтому семеноводство гвоздики возможно только в районах с сухой и тёплой осенью. Цветки протерадрические.
Семена созревают через 1,5—2 месяца от начала цветения. Созревшие семена легко высыпаются из коробочек. Урожай с одного растения равен 2—2,5 г. Семена сохраняют всхожесть 3—4 года. В одном грамме насчитывается 500—600 штук семян.

## Использование в декоративном садоводстве
Гвоздику Шабо выращивают главным образом для срезки, цветочного оформления клумб, рабаток, миксбордеров, озеленения балконов и лоджий, а также для горшочной культуры.
Старые сорта пригодны в основном для срезки. Срезанные цветки хорошо переносят транспортировку и сохраняются в воде 5—10 дней.
В настоящее время у гвоздики Шабо имеется новая группа F1-гибридов, которые используются для оформления цветников. Они имеют небольшую высоту (15—20 см), компактный куст, обильно цветут махровыми цветками, плотно покрывающими растение. Период развития таких сортов от посева до цветения составляет около 12 недель. В литературе эта группа обозначается как F1 Dwarf mixture. Имеется ряд сортов, обладающих очень крупными цветками с волнистым краем лепестков, которые объединены под названием Дитя Ниццы.

## Способы размножения и агротехника
Размножается садовая гвоздика Шабо семенами. Можно сеять непосредственно в грунт, но чаще её выращивают рассадой. Семена высевают в январе — феврале, всходы появляются через 4—5 дней. Пикируют сеянцы через 3—4 недели. Посевы содержат при температуре 12 °C, чтобы всходы не вытягивались. Пикировку проводят дважды. До высадки в грунт растения прищипывают для усиления кустистости. В грунт растения высаживают через 30—40 см.
Гвоздики предпочитают открытые, солнечные места и суглинистые, влажные, без добавления органических удобрений почвы. Для длительного и обильного цветения растения периодически подкармливают минеральными удобрениями и обеспечивают регулярный обильный полив.